# Adrien Jaccottet

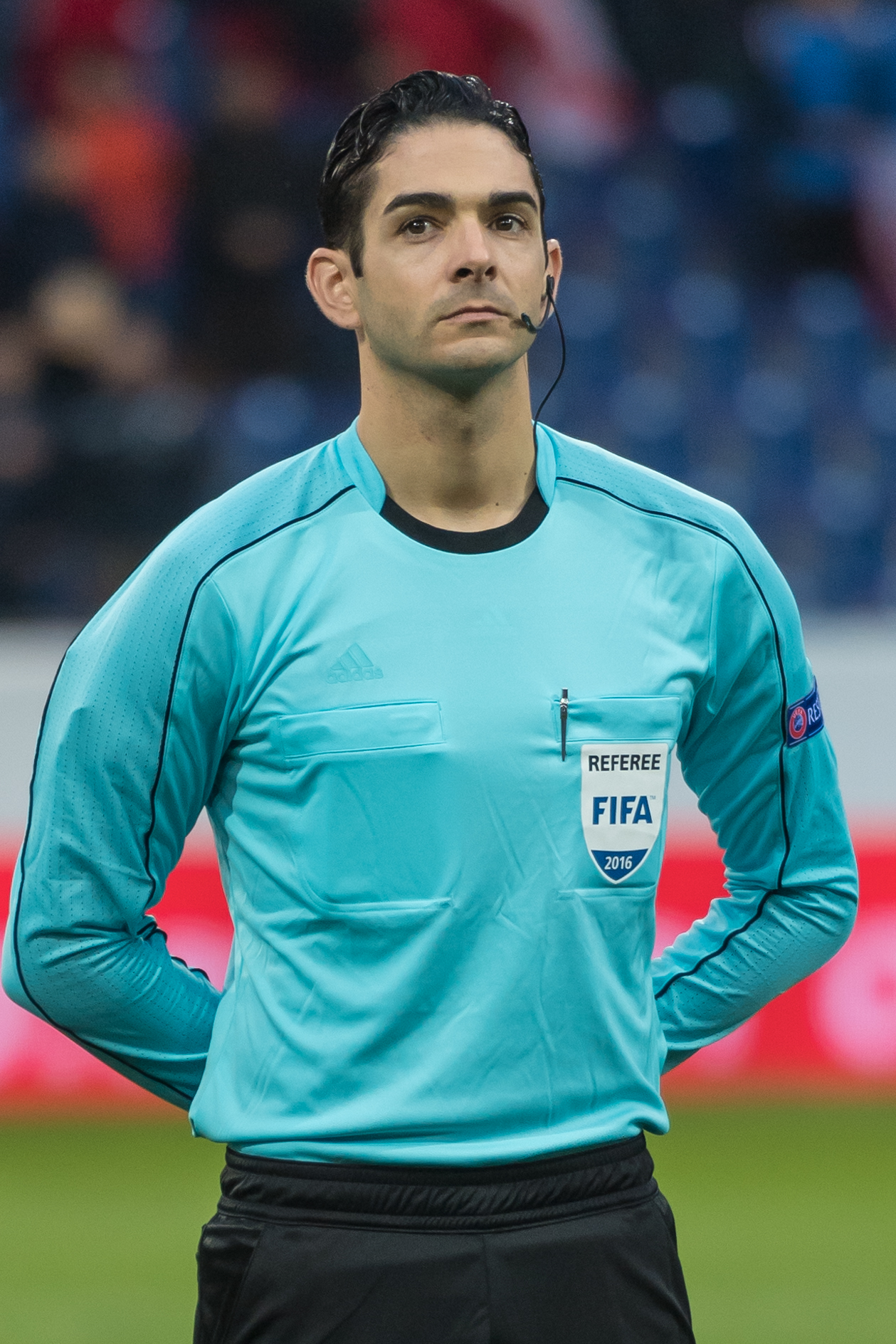
Jaccottet 2016

Adrien Jaccottet (* 19. Juli 1983 in Basel) ist ein ehemaliger Schweizer Fussballschiedsrichter. Am 12. Dezember 2021 leitete er mit Young Boys – FC Sion (4:3) sein letztes Spiel im professionellen Fussball. Er trat als Fussballschiedrichter zurück, um sich auf seinen Beruf als Rechtsanwalt zu konzentrieren.
Jaccottet spielte als aktiver Fussballer mit dem SC Steinen Basel bis zur 3. Amateur-Liga, bevor er sich 1999 für eine Schiedsrichterkarriere entschied. Ab 2008 leitete er regelmässig Spiele der Challenge League; am 8. August 2010 debütierte Jaccottet in der Super League mit der Leitung des Spiels FC Luzern – FC Sion (2:3).
Jaccottet lebt in Basel. Er ist Partner in einer Anwaltskanzlei. Daneben betreibt er klassische Musik als Hobby; von 1999 bis 2004 war er Mitglied der A-cappella-Band The Glue. 2008 figurierte er für die Grünliberale Partei auf deren Wahlliste für die Grossratswahlen in Basel-Stadt.